# Bad Moon Rising
Bad Moon Rising je druhé studiové album americké rockové kapely Sonic Youth. Album bylo vydáno pod nezávislým hudebním vydavatelstvím Homestead Records. Celé album je tematicky zaměřené na temnější stránku amerických dějin, v textech se objevuje případ Charlese Mansone apod. K albu vyšel jeden z nejznámějších singlů kapely „Death Valley '69“.

## Seznam skladeb
| Pořadí | Název                        | Délka |
| ------ | ---------------------------- | ----- |
| 1.     | Intro                        | 1:12  |
| 2.     | Brave Men Run (In My Family) | 3:57  |
| 3.     | Society Is a Hole            | 4:54  |
| 4.     | I Love Her All the Time      | 8:19  |
| 5.     | Ghost Bitch                  | 4:24  |
| 6.     | I'm Insane                   | 6:56  |
| 7.     | Justice Is Might             | 2:57  |
| 8.     | Death Valley '69             | 5:12  |

| Bonusové skladby k dotiskové verzi | Bonusové skladby k dotiskové verzi | Bonusové skladby k dotiskové verzi |
| Pořadí                             | Název                              | Délka                              |
| ---------------------------------- | ---------------------------------- | ---------------------------------- |
| 1.                                 | Satan Is Boring                    | 5:12                               |
| 2.                                 | Flower                             | 3:36                               |
| 3.                                 | Halloween                          | 5:12                               |
| 4.                                 | Echo Canyon                        | 1:08                               |
| Celková délka:                     | Celková délka:                     | 52:59                              |